# Hypericum acostanum
Hypericum acostanum är en johannesörtsväxtart som beskrevs av Julian Alfred Steyermark och N.K.B. Robson. Hypericum acostanum ingår i släktet johannesörter, och familjen johannesörtsväxter. Inga underarter finns listade i Catalogue of Life.